# Massaker von Rawagede
Das Massaker von Rawagede (Bloedbad van Rawagede) war ein von der niederländischen Kolonialarmee Königlich Niederländisch Indische Armee am 9. Dezember 1947 im indonesischen Dorf Rawagede (heute: Bolongsari in West-Java) verübtes Kriegsverbrechen. Das Verbrechen fand im Zusammenhang mit dem Indonesischen Unabhängigkeitskrieg und der niederländischen Militäraktion Operatie Product statt.
Niederländische Streitkräfte befanden sich nach dem Ende des Zweiten Weltkrieges und dem Ende der japanischen Besatzung Indonesiens im Kampf mit Streitkräften der Republik Indonesien und indonesischen Milizen. Die Niederlande versuchten, Indonesien wieder unter die koloniale Herrschaft zu bringen. Beim Massaker von Rawagede wurden fast alle Männer aus dem Dorf vom niederländischen Militär nach der Gefangennahme ermordet, weil die Leute aus dem Dorf nicht sagen wollten, wo sich der indonesische Unabhängigkeitskämpfer Lukas Kustario versteckt hielt. Die Anzahl der Mordopfer ist unter Historikern umstritten. Man geht von einer Anzahl von 150 bis 431 aus.
Obwohl der niederländische Armeegeneral Simon Hendrik Spoor forderte, den verantwortlichen Offizier Major Alphons Wijnen strafrechtlich zu verfolgen, wurde kein niederländisches Ermittlungsverfahren eröffnet. Ein Bericht der Vereinten Nationen vom 12. Januar 1948 nannte die Tötungen „deliberate and merciless“ (vorsätzlich und gnadenlos).
Am 8. September 2008 machten zehn Überlebende des Massakers die Niederlande öffentlich für das Verbrechen verantwortlich. In einem Brief vom 24. November 2008 äußerte der Generalstaatsanwalt der Niederlande sein tiefstes Bedauern über das Massaker. Jedoch meinte er, dass das Verbrechen verjährt sei. Dies führte zu Protest von Seiten des Parlaments der Niederlande und auch von Journalisten der Zeitung NRC Handelsblad, die behaupteten, dass Kriegsverbrechen nie verjährten.
Im Dezember 2009 entschlossen sich die zehn Überlebenden den niederländischen Staat zu verklagen. Sie wurden von den Anwälten Liesbeth Zegveld und Anne Scheltema Beduin vertreten.
Das Gericht entschied am 14. September 2011, dass das Verbrechen, wegen seiner außergewöhnlichen Natur, nicht Gegenstand einer Verjährung sei, und machte den niederländischen Staat voll für die Schäden verantwortlich.
Nach einem Vergleich wurden den Klägern und Witwen der ermordeten Männer 20.000 Euro pro Kopf zugesprochen. Die Niederlande verpflichteten sich außerdem zu einer Entschuldigung.
Am 9. Dezember 2011 sagte Tjeerd de Zwaan, der niederländische Botschafter in Indonesien: „Wir erinnern uns an die Mitglieder Ihrer Familie und die Ihrer Kolleginnen und Dorfbewohner, die vor 64 Jahren durch die Aktionen des niederländischen Militärs starben … Im Namen der niederländischen Regierung entschuldige ich mich für die Tragödie, die stattgefunden hat.“
Nur neun Verwandte sind noch am Leben und jeder soll 20.000 Euro erhalten. Allerdings wurde kein Datum für den Erhalt des Geldes festgelegt.